# نیکلاس ابدات
نیکلاس ابدات (انگلیسی: Nicolas Abdat؛ زادهٔ ۲۹ نوامبر ۱۹۹۶) بازیکن فوتبال اهل آلمان است.
از باشگاه‌هایی که در آن بازی کرده‌است می‌توان به باشگاه فوتبال بوخوم و باشگاه فوتبال وولفسبورگ اشاره کرد.

## یادکرد ویکی‌پدیا
- مشارکت‌کنندگان ویکی‌پدیا. «Nicolas Abdat». در دانشنامهٔ ویکی‌پدیای انگلیسی، بازبینی‌شده در ۱۳ آوریل ۲۰۲۲.